# L'Envers du temps
L'Envers du temps (titre original : The Wrong End of Time) est un roman de science-fiction de l'écrivain britannique John Brunner paru en 1971.